# 去死去死團

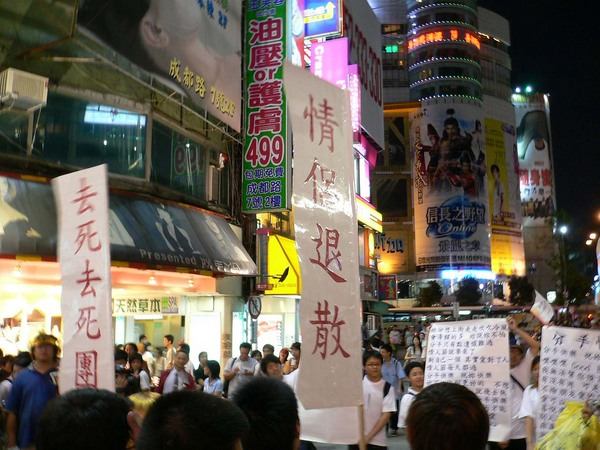
2005年8月11日晚上，去死去死團在臺北市西門町舉行“示威”活動

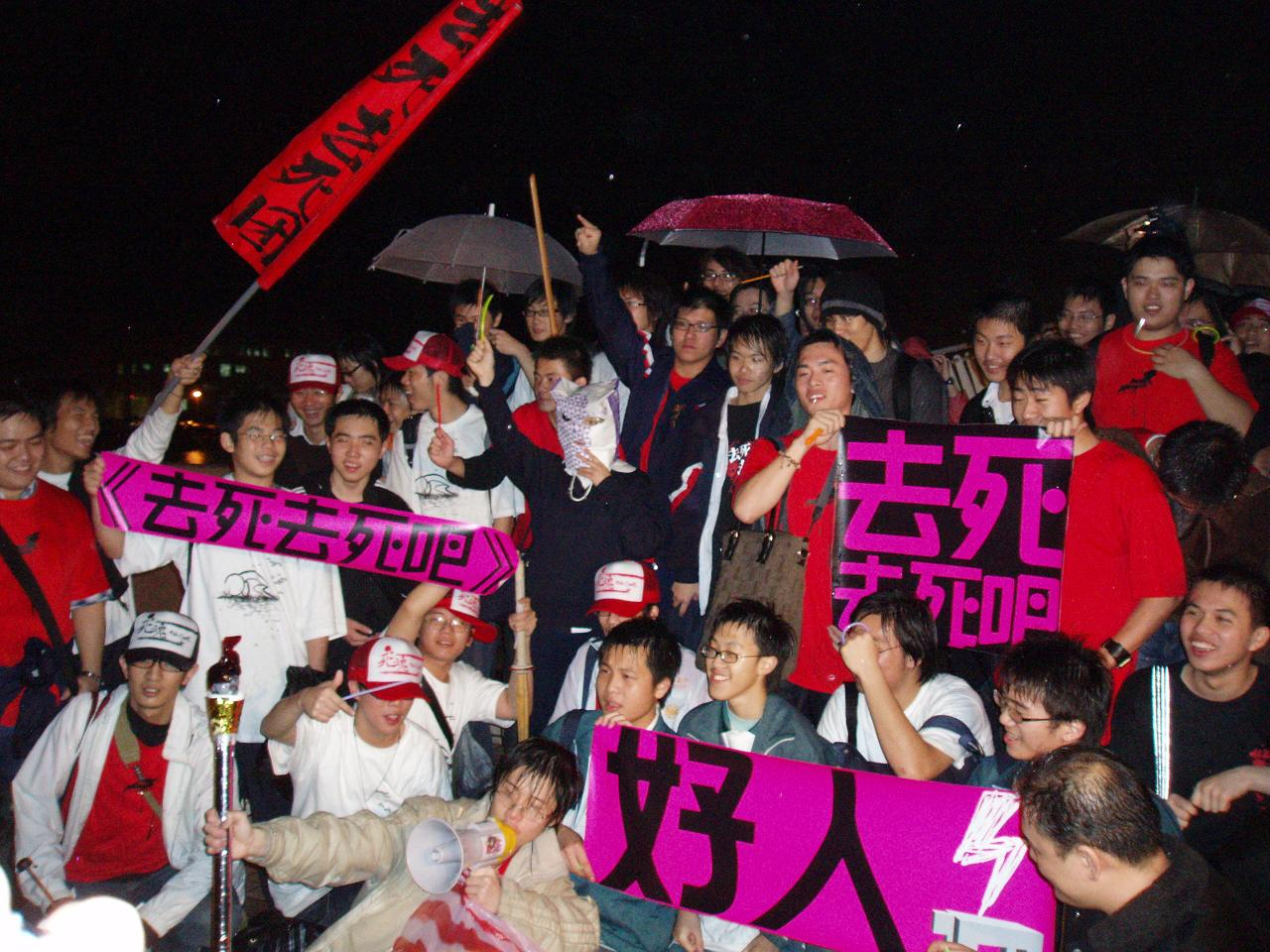
2006年2月14日情人節晚上，去死去死團在新北市淡水漁人碼頭舉行“示威”活動

去死去死團（日语：死ね死ね団），全名為「情侶去死去死團」或「戀愛去死去死團」，簡稱死死團或去死團，是透過網際網路興起的一種惡搞文化。
去死去死團號稱「對抗『戀愛資本主義』社會風氣」，以「破壞浪漫氣氛」為目的。許多民眾以為，去死去死團是激進派的社會運動團體；但去死團的多数活动只是以一種戲謔方式，用KUSO、搞笑和幽默的風格表達單身的孤單，亦有人藉此表示單身也可以很快樂，並且反對商業化的慶祝方式。在各種節日，譬如聖誕節或情人節，去死團可提供一種有別於浪漫過節的消遣管道。

## 起源
去死去死團源於1972年由著名特攝作者川內康範所推出的《虹之戰士》中的反派角色「Mr. K」（港譯：奇先生）率領的團體，成員為二戰中受日軍侵害的各國受害者家屬所組成，目的是為了叫日本人通通死光，以消他們心頭之恨。
古谷實漫畫《去吧！稻中乒團》借用此名稱，在漫畫中是由前野與井澤組成、來破壞情侶氣氛的胡鬧團體，他倆經常駕駛著一輛從百貨公司遊樂場「偷」回來的熊貓車四處活動。
隨著《去吧！稻中乒团》大受歡迎，網路族群開始用「去死去死團」（日语：死ね死ね団）代稱有意破壞情侶浪漫氣氛的份子；松澤夏樹漫畫《轟天突擊隊》也有類似的「嫉妒團」。現實生活中，亦有不少模仿死死團的做法，成立破壞情侶關係的組織。
依時間先後順序，《轟天突擊隊》（1991年）在戀愛去死的劇情創作上，比《稻中桌球社》（1993年）來得早；但論漫畫對往後影響力，則仍以《稻中桌球社》為發揚而廣為人知。

## 原主題歌
為《虹之戰士》裡的去死去死團插曲，歌詞為誇張偏激的仇日內容，與現在用來作為戲謔自己單身的惡搞文化有完全不同的涵意。
- 作詞：
- 作曲：
- 演唱：

|  | 去死去死團進行曲 |
|  | --- |
|  | 去死！去死！去死去死去死去死~全去死吧 把日本黃種豬給宰了 他們就儘管沉淪在紙醉金迷的生活吧 去死！（啊~~）去死！（喔~~）去死去死！ 日本人就是我們的阻礙！ 將黃種日本給滅了 去死去死去死 去死去死去死 把他們從地圖上給抹消掉！（去死！） 去死去死去死~去死去死去死~ 去死去死去死~去死去死去死~ 去死！去死！去死去死去死去死~全去死吧 把日本黃毛猴給宰了 奪走他們一切的夢想與希望 去死！（啊~~）去死！（喔~~）去死去死！ 把他們給踢出地球外 將黃種日本給滅了 去死去死去死 去死去死去死 把他們從地圖上給抹消掉！（去死！） 去死去死去死~去死去死去死~（repeat *9） |

## 現況
目前網路上自稱去死去死團員，多為感嘆自己單身，僅為日常戲稱而已，並無實際有任何破壞他人情侶關係之行為，創團宗旨是：
「我們獨善其身，為的是要渡化那些誤入歧途的情侶們。」
另一方面，有人借用「死死團」的名義，把死死團的精神「訂正」為「戀愛道德重整委員會」，意圖以「死死精神」來重整濫情的狀況，對抗『戀愛資本主義』社會風氣。
去死團員對情侶的稱呼多為「愛你團」，源自情侶們時常把「愛你」兩字掛在嘴邊。去死團員如若戀愛，則被稱為「叛團」。

### 活動
去死團於2005年8月11日七夕情人節，正式由網路走向實體化，於西門町發起遊行活動，並陸續於之後的2005年12月24日平安夜、2006年2月14日西洋情人節發起遊行活動。
此後，去死團便習慣於每年的西洋情人節、七夕情人節、平安夜等三個節日，發起遊行活動至今；前述三個節日也被稱為死團的『三大節日』，主辦人鐵冰小雙也因此被拱為初代團長。
2006年2月14日晚上，台灣新北市與臺中市皆有去死團活動，其中臺北縣淡水區漁人碼頭舉辦之活動，有50多位去死團成員參加。
據TVBS記者訪問團長的介紹，是次活動目的是要淨化那些「誤入歧途」（即花心劈腿或為金錢利益交換而交往的）情侶們，這次也是歷次去死團吸引最多傳媒採訪的活動。
一些人認為台灣的去死去死團活动最為熱烈，自2005年七夕開始，台灣的去死去死團於七夕、西洋情人節、聖誕節均有舉辦活動。而在2006年末開始，去死團亦有零星出現在大陸城市，如廣州、杭州、蘭州等。

## 精神
參與去死團活動的人，被稱為奉行去死去死團精神或死死精神、死死主義，所奉行的思想，可依照偏重方向分為兩大類：

### 反肉麻主義派
抗拒肉麻主義思想的橫流濫觴，拒絕拍拖（粵語，意指談戀愛）活動，甚至刻意拆散其他情侶。
有人認為，林語堂才是死死主義的始創人，原因是他對於濫情思想的鞭撻，並指大眾應對濫情思想有所克制；他的這番言論，被某些人認為是死死主義的啟導思想。
由於部分人將對於情侶的攻擊（如拿衝天炮炸情侶），與此派思想及去死去死團劃上等號，目前較多數團員不支持此派，這種行為在去死團中是被禁止的。不過，仍有不少來胡鬧的鄉民以此思想為基礎，而背著去死團的名義到處攻擊情侶。。

### 戀愛道德重整派
與溫和派的FFF團類似，主要是反對不正當戀愛、性情關係（包括花心、劈腿、當第三者、金錢味道濃厚的戀愛與婚姻、非自願性質的戀愛與婚姻、一夜情、賣淫、買春、濫交等），亦反對商業化交往方式及公開的肉麻行為。
成員會以非暴力方式拆散不正當交往（亦即誤入歧途）的情侶，但不反對正當情侶交往，並會給予祝福。

目前去死團主要偏向此派，尤其在2007年2月14日二代團長五元在西門町發表演說時已經明確說道：
「我們反對的是情人節被商業化，還有那些在路上上演活春宮的噁心情侶！」
由此可見目前去死團的方向以此派為大宗。
此派認為現今情人節的慶祝方式是商人的炒作，認為團員有權並有義務拒絕此等過節方式，有人以馬克思主義觀點支持此說。
在2007年的情人節前一星期，有網友透過報章表示，要堅拒購物贈與女友，以免商人得逞。2015年冬天，日本宅男更大舉上街抗議，誓言打倒耶誕節背後的資本主義陰謀。

### 去死主義
由初代團規發展出的東西，去死主義的中心是以正當談戀愛為主。
在單身的時候，寧願沒有戀人，也不要隨便結交戀人來濫情，而在交往的時候，不花心、不劈腿、不利益交換，並且要用健康陽光的態度去談戀愛，另外，在己方還沒有決定要愛人之前，就要秉持著天下為公的精神，眾生平等。
當己方決定要追求某人時，就要用陽光的心態去追求另一半，不能有任何利益交換的心態、也不能有玩玩的心態去追求另一半，而是把對方當作是未來結婚的另一半來追求。
在團員叛團的同時，此主義還是可以存在於已叛團之團員心中與行為中；所以說，此主義是可以適用於全天下人類的。

## 常見誤解
由於去死去死團初出現時的宗旨與現時所奉行的有所差異，加上團名「去死」二字，容易令人誤解去死團：
- 有人對去死團的印象是從《去吧！稻中乒團》而來，就以為現實中的去死團也跟《稻中》描繪的完全一樣，是出於妒忌情侶的甜蜜、見不得別人好才會組成的團體。
  - 去死團本身帶有KUSO惡搞性質，《稻中》只是惡搞的起點，現在的去死團是以《稻中》為基礎進行再創作，變成一個帶有惡搞、戲謔性質的團體。
- 由於平時稱呼去死去死團會把前面的「戀愛」或「情侶」省略，有人就誤以為去死團是鼓吹自殺的團體，於是把去死團視為散播不良思想的組織。
  - 去死團與自殺無關，「去死」是指「情侶去死」，並非叫人自殺。
- 由於去死去死團是個以惡搞為基礎而存在的非組織性游擊團體，因此在網路上發表的言論皆與事實有些微差距，有許多搞不清楚狀況的人就因此把去死團視為一個惡劣且無理取鬧的流氓團體。
  - 事實上，在網路上那些過度厭惡情侶的言論，只是為了彰顯惡搞的精神，多數並非真實行為，而對情侶做出實際攻擊（如暴力對待、言語侮辱等，但不包括勸止和善意批評不當行為）在去死團中也是被禁止的。

## 流行文化

#### 漫画
- 日本漫畫《虹之戰士》（日语：愛の戦士レインボーマン，港譯：彩虹化身俠）的虛構秘密會社，成員為二戰中受日軍侵害的各國受害者家屬所組成，目的是為了叫日本人通通死光，以消他們心頭之恨。
- 日本漫畫《去吧！稻中乒團》（日语：行け！稲中卓球部）中的虚构组织。

### 小說
- 台灣輕小說《我與彼岸少女的煉愛交替》：由3個被愛情欺騙的靈體+1個女主角組成的去死去死團，目的是破壞男主角的約會。

### 引用
1. ↑  .   [2014-02-13]. （原始内容存档于2017-06-20）.
2. ↑  .   [2006年2月15日]. （原始内容存档于2015年1月10日）.
3. ↑  遊戲基地社群：KUSO萬萬歲：從馬克思主義觀點看去死去死團[]
4. ↑  .   [2007-02-15]. （原始内容存档于2007-02-06）.

## 外部連結
- 巴哈姆特KUSO版：去死團發源地 （页面存档备份，存于）
- 台灣去死團官方論壇